# 4431 Holeungholee
4431 Holeungholee este un asteroid din centura principală, descoperit pe 28 noiembrie 1978.